# Hantise
Pour les articles homonymes, voir Hantise (homonymie).
La hantise correspond à une situation qui donne l'impression d'une présence « autre », agissant de manière diffuse et invisible. Les éléments de la hantise sont généralement liés à l'au-delà (esprits, dieux, démons, etc.) ou aux créatures fantastiques (lutins, gnomes, djins, etc.).
On distingue :
- la hantise de lieu ou grande hantise : souvent liée à un événement dramatique s'étant produit à cet endroit, elle découle parfois du simple séjour dans les lieux hantés d'une personne ultérieurement décédée. Elle est à la base du thème du fantôme. Les manifestations peuvent durer des siècles.
- la hantise d'objet : voir les films Annabelle, Annabelle 2, Conjuring : Les Dossiers Warren, Conjuring 2 : Le Cas Enfield...
- la hantise de personne ou petite hantise : liée généralement à la thématique du poltergeist ou à des perceptions d'inquiétante étrangeté : sensation de présence, sensation thermique, fascination angoissée pour un lieu, hallucinations hypnagogiques et hypnopompiques, troubles du sommeil (paralysie du sommeil), etc. Guy de Maupassant en fait une assez bonne description dans « le Horla ». Elle ne dure souvent que quelques semaines, mais peut se prolonger parfois sur plus d'un an[1].

Comme le note Didier Audinot :
« La grande hantise se différencie de la petite parce qu'elle met en scène non pas des énergies venant des vivants, mais bel et bien la volonté d'un mort de se manifester, de toutes les façons possibles ; parfois de manière agressive, parfois avec bienveillance. » 